# Versajski vrtovi
Versajski vrtovi (francosko: Jardins du Château de Versailles) zasedajo del tega, kar je bilo nekoč Domaine royal de Versailles, kraljevska posest Versajske palače. Nahajajo se na zahodu palače in pokrivajo približno 800 hektarov zemljišč, ki so v veliki meri urejena v klasičnem francoskem slogu, ki ga je tukaj izpopolnil André le Notre. Onstran okoliškega pasu gozda, vrtovi mejijo na mestno območje Versaillesa na vzhodu in Le Chesnaya na severovzhodu, narodnega Arboretum de Chèvreloup na severu, Versajsko ravnino (zaščitena divjina) na zahodu in z gozdom Satory na jugu.
V okviru le domaine national de Versailles et de Trianon, avtonomnega javnega prava, ki deluje pod pokroviteljstvom francoskega ministrstva za kulturo, so vrtovi zdaj med najbolj obiskanimi območji v Franciji, in sprejmejo več kot šest milijonov obiskovalcev na leto.
Poleg natančno negovanih trat, parterja s cvetjem in kipi, so tu še fontane, ki se nahajajo po vsem vrtu. Datirajo v čas Ludvika XIV. in še vedno uporabljajo večino istega omrežja hidravlike, kot je bila uporabljena v Ancien Régime (v starem režimu). Fontane prispevajo k temu, da so vrtovi Versaillesa tako edinstveni. Ob koncu tedna od pozne pomladi do zgodnje jeseni uprava muzejskih sponzorjev Grandes Eaux - skrbi, da vsi vodnjaki na vrtovi polno delujejo.
Leta 1979 so bili vrtovi, skupaj s palačo vpisani na Unescov seznam svetovne dediščine, ena od enaintridesetih v Franciji.

## Ludvik XIII.
S končnim nakupom zemljišč od Jean-Françoisa de Gondija leta 1632 in Ludvika XIII. prevzemom vloge fevdalca v Versaillesu v 1630-ih, so bili formalni vrtovi oblikovani zahodno od palače. Zapisi kažejo, da sta pozno v desetletju Claude Mollet in Hilaire Masson oblikovala vrtove, ki so ostali relativno nespremenjeni do širitve, ki jo je naročil Ludvik XIV. v 1660-ih. Ta zgodnja postavitev, ki je preživela v tako imenovanem Du Bus tlorisu do okoli 1662, kaže uveljavljeno topografijo, po kateri so se razvile linije vrtov. To je razvidno v jasni opredelitvi glavnih linij vzhod-zahod in sever-jug, ki določajo postavitev vrtov.

## Ludvik XIV.
Leta 1661, po nemilosti ministra za finance [[Nicolas Fouquet|Nicolasa Fouqueta, ki je bil obtožen od tekmecev za poneverbo kronskih sredstev za gradnjo svojega razkošnega dvorca v Vaux-le-Vicomte, je Ludvik XIV. obrnil svojo pozornost v Versailles. S pomočjo Fouquetovega arhitekta - Louisa Le Vauja, slikarja Charlesa Le Bruna in krajinskega arhitekta André le Notreja, je Ludvik začel program olepšave in širitve Versajskih vrtov, kar je zasedalo njegov čas in skrb preostanek njegovega vladanja.
Od te točke naprej je širitvi vrtov sledila razširitev palače. Zato gradbena dela Ludvika XIV. veljajo kot primerna za vrtove. Vsaka faza je bila skrbno vodena pod nadzorom Sončnega kralja.
Prva gradbena faza 

Leta 1662 so bile izvedene manjše spremembe na palači, večja pozornost je bila namenjena razvoju vrtov. Obstoječe boskete in parterji so bili razširjeni in ustvarjeni novi. Najpomembnejša stvaritev v tem času sta bili Oranžerija in jama Thétys.
Versajska oranžerija, ki jo je oblikoval Louis Le Vau stoji južno od palače, položaj, ki je izkoristil naravno pobočje hriba. Zagotovil je zaščito, kjer so bili nastanjeni pomarančevci v zimskih mesecih.
Jama Thétys, ki se nahaja severno od palače, je bila del ikonografije palače in vrtov, ki je usklajena s sončno podobo Ludvika XIV.. Jama naj bi bila zaključena v drugi gradbeni fazi.
Z letom 1664 so se vrtovi razvili do te mere, da je Ludvik XIV. odprl vrtove z fête galante, imenovana »Les Plaisirs de l'Île Enchantée«. Dogodek je bil namenjen uradnemu praznovanju njegove matere Ane Avstrijske in njegove soproge Marije Tereze, v resnici pa praznovanju Louise de La Vallière, Ludvikove ljubice in je potekala v maju istega leta. Gostje so se ves teden kratkočasili s čudovito zabavo na vrtovih. Rezultat te fête - zlasti pomanjkanje stanovanj za goste (večina je morala spati v svojih kočijah) – je bilo spoznanje pomanjkljivosti Versaillesa, zato je spet začel širiti dvorec in vrtove.
Druga gradbena faza 

Med letoma 1664 in 1668 so bile dejavnosti v vrtovih na višku - zlasti v zvezi s fontanami in novimi bosketi. V tem času je podoba vrtov zavestno izkoriščala Apolona in sončne podobe kot metafore za Ludvika XIV. Le Vaunove enveloppe palače Ludvika XIII. so določale pogoje za dekoracijo vrtne fasade, podobe v dekorju za grands appartements kralja in kraljice so oblikovali v sožitju s podobo vrtov.
S to novo fazo gradnje so vrtovi prevzeli topografske in ikonografske oblikovalske poteze, ki so ostale v veljavi do 18. stoletja. André Félibien je v svojem opisu Versaillesa opisal, sonce in Apolon sta kot temi prevladovali v projektih, zgrajenih v tem času: »Ker je sonce simbol Ludvika XIV in so pesniki združili sonce in Apolona, ni nič v tej odlični hiši, ki se ne nanaša na to božanskost.« 
Tri dodatne oblike topologije in simbolike v vrtovih v naslednji fazi gradnje so bile: dokončanje jame nimfe Tétide, vodnjaka boginje Lete in Apolonovega vodnjaka.
Jama nimfe Tetide

Gradnja jame nimfe Tetide (Grotte de Thétys)se je začela leta 1664 in končala leta 1670 z namestitvijo kiparskega okrasja, ki so ga izdelali Gilles Guerin, François Girardon, Thomas Regnaudin, Gaspard Marsy in Balthazar Marsy. Jama je oblikovana kot pomemben simbolen in tehnični element v vrtovih. Simbolično je povezana z mitom o Apolonu – in s tem asociacijo na Ludvika XIV. Je kot jama morske nimfe Tetide, kjer je Apolon počival po vožnji svojega voza, ko je razsvetljeval nebo. Jama je prostostoječa struktura in se nahaja severno od palače. Notranjost, ki je okrašena s školjkami predstavlja morsko jamo in vsebuje skupino kipov, ki sta jih sklesala brata Marsy in prikazujejo sončnega boga, ki ga spremljajo nereide (centralna skupina) in njegovi konji za katere skrbijo služabniki nimfe Tetide (dva spremljevalna kipa skupine). Prvotno so bili ti kipi postavljeni v treh posamičnih nišah v jami in so jih obdajale različne fontane in voda.
Tehnično je jama nimfe Tetide igrala ključno vlogo v hidravličnem sistemu, ki dobavlja vodo v vrt. Streha jame podpira rezervoar, kjer je shranjena voda, ki prihaja iz ribnika Clagny in ki je napajala fontane nižje na vrtu s pomočjo gravitacije.
- Zunanjost jame nimfe Tetide
Jean Le Pautre, 1672
- Notranjost jame
Jean Le Pautre, 1676

- Apolonove konje negujeta dva Tritona, Gilles Guérin, okoli 1670
- Apolona negujejo nimfe
 François Girardon in Thomas Regnaudin, okoli 1670
- Apolonove konje negujeta dva Tritona , Gaspard in Balthazard Marsy, okoli 1670

Vodnjak boginje Lete

Na osi vzhod-zahod tik zahodno in pod parterjem d'Eau se nahaja vodnjak boginje Lete (Bassin de Latone) 48°48′20″N 2°07′04″E / 48.8055032°N 2.1176845°E. Oblikovanje André le Notre, kipi Gaspard in Balthazar Marsy, zgrajen med letoma 1668-1670, vodnjak upodablja epizode iz Ovidovih Metamorfoz. Leta in njena otroka, Apolon in Artemida/Diana, ki so se mučili z blatom Likijskih kmetov, ki so jih zavrnili, češ naj ona in njeni otroci pijejo iz svojega ribnika, je pozvala Zevsa, ki se je odzval s spremembo Likijcev v žabe. Ta epizoda iz mitologije je bila izbrana kot alegorija na upore v času Fronde, ki so nastali v času Ludvika XIV. Povezava med Ovidovo zgodbo in to epizodo iz francoske zgodovine je poudarjena z izrazom »blatenje« v političnem kontekstu. Vstaje Fronde - beseda fronde pomeni tudi fračo - so veljale za izvor uporabe izraza »blatenje« v političnem smislu.
|                                                      |                                                       |
| Pogled na vodnjak boginje Leto, Jean Le Pautre, 1678 | Pogled na Apolonov vodnjak, Louis de Chastillon, 1683 |

Apolonov vodnjak

V nadaljevanju vzdolž osi vzhod-zahod je Apolonov vodnjak. 48°48′26″N 2°06′38″E / 48.8073545°N 2.1106839°E Zaseda mesto Rondeau / Bassin des Cygnes Ludvika XIII.. Apolonov vodnjak, ki je bil zgrajen med 1668 in 1671, prikazuje sončnega boga pri vožnji svojega voza ko je razsvetljeval nebo. Vodnjak predstavlja kontaktno točko na vrtu in služi kot prehodni element med vrtovi Petit Parc in Grand Canal.
Grand Canal

Z dolžino 1500 m in širino 62 metrov je Grand Canal 48°48′37″N 2°06′00″E / 48.8101702°N 2.1001321°E</ref>, ki je bil zgrajen med letoma 1668 in 1671, fizično in vizualno podaljšanje osi vzhod-zahod do zidov Grand Parc. V času Ancien Régime je Grand Canal služil kot prostor za čolnarjenje gostov. Leta 1674 je kot posledica niza diplomatskih dogovorov v korist Ludvika XIV., je kralj ukazal izgradnjo Petite Venise - Malih Benetk. Nahajajo se na stičišču Grand Canala in križišča severne prečne veje. Tu se nahajajo karavele in jahte, ki so jih dobili od Nizozemske in gondole in gondoljerji, darilo beneškega doža, od tod tudi ime.
Nad vse dekorativen in prazničen vidik te vrtne funkcije, je Grand Canal služil tudi praktični vlogi. Ker se je nahajal na najnižji točki v vrtovih, je zbiral vode iz fontan v vrtu zgoraj. Vodo iz kanala so črpali nazaj v rezervoar na strehi jame nimfe Tetide prek mreže vetrnih pogonov in črpalk na konjski pogon.
|                                                      |                                                               |
| Pogled na Grand Canal, gravura Nicolas Perelle, 1680 | Pogled na vrtno fasado iz vodnjaka boginje Lete, Adam Perelle |

Parter d’Eau

Lociran nad vodnjakom boginje Lete predstavlja teraso palače, znane kot parter d'Eau 48°48′18″N 2°07′10″E / 48.8050528°N 2.1194065°E. Oblikovanje prehodnega elementa iz palače na vrtove pod njo in prostor na osi vrtov sever-jug, Parterre d'Eau zagotavljajo okolje, v katerem so metafora in simbolika dekorjev iz grands appartements sintetizirani z ikonografijo vrtov. Leta 1664 je Ludvik XIV. naročil vrsto kipov, namenjenih za dekoriranje funkcije vode Parterre d'Eau . Grande commande – znano kot naročilo, sestavlja štiriindvajset kipov klasičnih četverčkov in štirje dodatni kipi, ki prikazujejo ugrabitve iz klasične preteklosti.
Razvoj bosketov

Ena od značilnosti teh vrtov v času druge gradbene faze je širjenje bosketov. Širitev lege postavitev iz prve gradbene faze, je Le Nôtre dodal ali razširil na nič manj kot deset bosketov: Bosquet du Marais v 1670; 
48°48′24″N 2°07′06″E / 48.8067575°N 2.118237°E, Bosquet du Théâtre d’Eau,48°48′29″N 2°07′08″E / 48.8080223°N 2.1189773°E, Île du Roi in Miroir d’Eau,48°48′16″N 2°06′39″E / 48.8045246°N 2.1107483°E, Salle des Festins (Salle du Conseil),48°48′34″N 2°06′49″E / 48.8094354°N 2.1137148°E, Bosquet des Trois Fontaines in 1671;48°48′27″N 2°07′15″E / 48.8074853°N 2.1207476°E, Labirint48°48′12″N 2°06′58″E / 48.803295°N 2.1161234°E v Bosquet de l’Arc de Triomphe48°48′26″N 2°07′20″E / 48.8071673°N 2.1221638°E v 1672; Bosquet de la Renommée (Bosquet des Dômes)48°48′27″N 2°06′48″E / 48.8075206°N 2.1134627°E in Bosquet de l’Encélade48°48′29″N 2°06′45″E / 48.8081919°N 2.1125722°E v 1675; v Bosquet des Sources48°48′22″N 2°06′45″E / 48.8061781°N 2.1124005°E v 1678.
Poleg širitve obstoječih bosketov in gradnje novih, sta bila dva dodatna projekta opredeljena v tem času: Bassin des Sapins in Pièce d'Eau des Suisses.
Vodnjak des Sapins

Leta 1676 je bil vodnjak des Sapins (Bassin des Sapins) 48°48′31″N 2°07′21″E / 48.8087077°N 2.1223998°E, ki se je nahajal severno od gradu pod parterem du Nord in Allee des Marmousets zasnovan tako, da je tvoril topološki obesek vzdolž osi sever-jug z Pièce d'Eau des Suisses lociranim na dnu hriba Satory južno od palače. Kasnejše spremembe v vrtu bodo spremenile ta vodnjak v Neptunov vodnjak.
Pièce d’Eau des Suisses

Izkopan 1678,  Pièce d'Eau des Suisses 48°47′53″N 2°06′57″E / 48.7979595°N 2.1158123°E</ref> - imenovan po švicarski gardi, predstavlja jezero, ki je zasedlo območja močvirij in ribnikov, od katerih so bila nekatera uporabljena za oskrbo fontan v vrtu z vodo. Ta vodna funkcija, s površino več kot 15 hektarjev, je druga največja za kanalom Grande v Versaillesu.
Tretja gradbena faza

Spremembe v vrtovih med tretjo gradbeno fazo se odlikujejo po stilistični spremembi od naravne estetike André le Notreja do arhitekturnega sloga Julesa Hardouin-Mansarta. Prva večja sprememba vrtov v tej fazi je bila leta 1680, ko je nastal Tapis Vert
48°48′24″N 2°06′49″E / 48.8065596°N 2.1136987°E - prostranstvo trate, ki se razteza med vodnjakom boginje Lete in Apolonovim vodnjakom - doseglo svojo končno velikost in opredelitev pod vodstvom André le Notreja. Z začetkom leta 1684 je bil parter d'Eau predelan pod vodstvom Julesa Hardouin-Mansarta. Kipe iz Grande Commande iz leta 1674 so preselili v druge dele vrta; izdelana sta bila dva enaka osmerokotna bazena in okrašena z bronastimi kipi, ki predstavljajo štiri glavne reke v Franciji. V istem letu je bila Le Vau's Orangerie, ki leži južno od Parterrre d'Eau porušena za izgradnjo večje. Poleg Oranžerije je bila v tem času zgrajena Escaliers des Cent Marches 48°48′09″N 2°07′03″E / 48.8026237°N 2.117368°E, ki je olajšala dostop do vrtov z juga, do Pièce d'Eau des Suisses in so Parterre du Midi 48°48′13″N 2°07′10″E / 48.8037243°N 2.1193528°E, kar vrtovom tik južno od palače daje sedanjo konfiguracijo in dekoracijo.
Zato da je nastal prostor predviden za gradnjo Aile des Nobles - severno krilo palače – je bila porušena jama nimfe Tetide.
Z izgradnjo Aile des Nobles (1685-1686) je bil Parterre du Nord predelan primerno z novo arhitekturo tega dela palače. Nadomestilo za izgubo rezervoarja na vrhu jame boginje Tedite in za zadovoljitev povečanega povpraševanja po vodi, je Jules Hardouin-Mansart zasnoval nov in večji rezervoar, ki se nahaja severno od Aile des Nobles. Gradnja za pogubno drag Canal de l'Eure je bil začet leta 1685; zasnoval ga je Vauban, ki je predvidel, da bi voda iz Eure tekla več kot 80 kilometrov, vključno z akvaduktom orjaških dimenzij, a so dela opustili leta 1690.
Med letoma 1686 in 1687 je bil vodnjak boginje Lete, pod vodstvom Julesa Hardouin-Mansarta obnovljen. To je končna verzija vodnjaka, ki ga danes lahko vidimo v Versaillesu.
V tej fazi gradnje,so bili spremenjeni ali ustvarjeni trije glavni bosketi. Galerie des Antiques 48°48′21″N 2°06′41″E / 48.8059042°N 2.1114403°E  je bila zgrajena leta 1680 na mestu prejšnje in kratkotrajne Galerie d'Eau (1678). Ta bosket je bil zasnovana kot galerija na prostem, v kateri so prikazani starinski kipi in kopije Académie de France iz Rima. Naslednje leto se je začela gradnja Salle de Bal 48°48′15″N 2°07′01″E / 48.804249°N 2.1169817°E. Nahaja se v samotnem delu vrta zahodno od Oranžerije, je bil ta bosket zasnovan kot amfiteater, ki pokaže kaskado, edino ohranjeno v Versajskih vrtovih. Salle de Bal je bila odprta leta 1685 s plesom, ki ga je gostil prestolonaslednik. Med letoma 1684 in 1685 je Jules Hardouin-Mansart zgradil stebrišče (Colonnade). Nahaja se na mestu Le Notrejevega Bosquet des Sources in kaže krožni peristil iz dvaintridesetih lokov z osemindvajset fontanami in je Hardouin-Mansartov najboljši arhitekturni dosežek zgrajen v vrtovih Versaillesa.
Četrta gradbena faza

Zaradi finančnih omejitev, ki so bile posledica devetletne vojne in španske nasledstvene vojne, ni bilo opravljenega veliko dela na vrtovih do 1704. Med 1704 in 1709 so bili spremenjeni bosketi - nekateri precej radikalno z novimi imeni, ki kažejo nove varčevalne ukrepe, ki so značilni za leta vladavine Ludvika XIV.

## Ludvik XV.
Z odhodom kralja in dvora iz Versaillesa leta 1715, po smrti Ludvika XIV., so se za palačo in vrtove začela leta negotovosti. Leta 1722 sta se Ludvik XV. in dvor vrnila v Versailles. Zdelo se je, da upošteva pradedov opomin, da ne sodeluje v dragih gradbenih projektih. V času vladavine Ludvika XV. je bil edini pomemben dodatek k vrtovom dokončanje Neptunovega vodnjaka (1738-1741).
Namesto da bi porabljal sredstva za spreminjanje vrtov v Versaillesu, je Ludvik XV. - navdušen botanik - usmerjal svoja prizadevanja v Trianon. Na območju, ki ga sedaj zaseda Hameau de la Reine, je Ludvik XV. gradil in vzdrževal Les Jardins botaniques – botanične vrtove. Leta 1750, leto, v katerem so bili zgrajeni, je botanični florist Claude Richard (1705-1784) prevzel upravljanje botaničnih vrtov. Leta 1761 je Ludvik XV. Naročil arhitektu Ange-Jacques Gabrielu zgraditi Petit Trianon kot prebivališče, ki bi mu omogočilo preživljati več časa v bližini botaničnih vrtov. V Petit Trianon je Ludvik XV. usodno zbolel za črnimi kozami. 10. maja 1774 je kralj umrl v Versaillesu.

## Ludvik XVI.
Po ustoličenju Ludvika XVI. na prestol so Versajski vrtovi doživeli preobrazbo, ki je prenovila četrto gradbeno fazo Ludvika XIV. Ustvarjene spremembe so bile posledica predlogov Jean-Jacques Rousseauja in filozofov. Zima 1774-1775 je prinesla popolno ponovno zasaditev vrtov. Drevesa in grmičevje iz časa vladavine Ludvika XIV. so bila odstranjena z namenom preoblikovanja francoskega parka v park v angleškem slogu.
Poskus pretvorbe Le Notrejeve mojstrovine v angleški park ni dosegel svojega cilja. Predvsem zaradi topologije zemljišča, je bila angleška estetika opuščena in vrtovi presajeni v francoskem slogu. Vendar pa je z očesom gospodarja, Ludvik XVI. naročil palisade – žive meje, s katerimi je bilo preveč dela in so nastajali zidovi v bosketah - nadomestiti z vrstami lip in kostanjev. Poleg tega so številne boskete iz časov Sončnega kralja obširno spremenili ali uničili. Najpomembnejši prispevek k vrtovom v času vladavine Ludvika XVI. je bila Grotte des Bains d'Apollon. Skalna jama v angleškem slogu je mojstrovina Huberta Roberta, v katero so postavili kipe iz jame nimfe Tetide.

## Revolucija
Leta 1792 so po naročilu Narodnega konventa (naziv za ustavodajno in zakonodajno skupščino Francije v času francoske revolucije) podrli nekaj dreves v vrtovih, medtem ko so bili deli Grand Parc razparcelirani in razpršeni. Louis Claude Marie Richard (1754-1821), direktor botaničnih vrtov in vnuk Clauda Richarda, je dojel, da je kompleks v nevarnosti in lobiral pri vladi, da bi rešil Versailles. Uspelo mu je preprečiti nadaljnjo delitev Grand Parc in obraniti Petit Parc pred uničenjem, saj se je pokazalo, da bi se lahko parterji uporabljali za sajenje zelenjave in da bi sadovnjaki zasedli odprte površine vrta. Na srečo ti načrti nikoli niso bili realizirani. Vrtovi so bili odprti za javnost - ženske, ki so prale perilo v fontanah in ga sušile po grmovju, so bile takrat običajen prizor.

## Napoléon I.
Napoleonova doba je v veliki meri prezrla Versailles. V palači so bile suite sob urejene za uporabo cesarice Marie-Louise. Vrtovi so ostali nespremenjeni, razen katastrofalne sečnje dreves v Bosquet de l'Arc de Triomphe in Bosquet des Trois Fontaines. Močna erozija je zahtevala zasaditev novih dreves.

## Obnova
Z obnovo Bourbonov leta 1814, so bili Versajski vrtovi priča prve spremembe od revolucije. Leta 1817 je Ludvik XVIII. odredil pretvorbo Île du roi in Miroir d'Eau v angleški park – Jardin du Roi.